# 塞莱罗
塞莱罗（義大利語：Sellero），是意大利布雷西亚省的一个市镇。总面积13平方公里，人口1499人，人口密度115.3人/平方公里（2009年）。国家统计（ISTAT）代码为017176。